# ISO/IEC 27001
ISO/IEC 27001 — міжнародний стандарт в галузі ІТ, назва якого «Інформаційні технології. Методи захисту. Системи управління інформаційною безпекою. Вимоги». Мовою оригіналу англ. «Information technology — Security techniques — Information security management systems — Requirements».
ISO / IEC 27001 встановлює вимоги до створення, впровадження, підтримки та постійного поліпшення системи менеджменту інформаційної безпеки в контексті організації. Він також включає в себе вимоги до оцінки і обробки ризиків інформаційної безпеки з урахуванням потреб організації. Вимоги, викладені в ISO / IEC 27001 є загальними і призначені для застосування всіма організаціями, незалежно від їх типу, розміру і характеру.
Входить в групу стандартів ISO 27000 — СУІБ та тісно пов'язаний із стандартом ISO/IEC 27002.

## Версії
- ISO/IEC 27001:2022 — версія третя. Поточна.
- ISO/IEC 27001:2013 — версія друга.
- ISO/IEC 27001:2005 — версія перша.